# Sjivatjevo
Sjivatjevo är en ort i Bulgarien.   Den ligger i kommunen Obsjtina Tvărditsa och regionen Sliven, i den centrala delen av landet, 220 km öster om huvudstaden Sofia. Sjivatjevo ligger 276 meter över havet och antalet invånare är 3 968.
Terrängen runt Sjivatjevo är lite bergig. Närmaste större samhälle är Tvărditsa, 11,0 km väster om Sjivatjevo.
Trakten runt Sjivatjevo består till största delen av jordbruksmark. Runt Sjivatjevo är det ganska glesbefolkat, med 30 invånare per kvadratkilometer.